# Nacho Cano-Germán Coppini
«Nacho Cano–Germán Coppini» es un maxisencillo publicado en 1986 por los músicos Nacho Cano, entonces todavía componente del grupo Mecano, y Germán Coppini.
En ninguna de las versiones que se publicaron (maxisencillo, casete y sencillo) aparece un título conjunto del trabajo, tan sólo el nombre de los dos músicos, aunque en la web de Coppini recibe el nombre de Edición limitada.
Los tres temas que aparecen en el disco, Dame un chupito de amor, Divina palabra y Pepito, el grillo, fueron escritos por Coppini con música de Cano, quienes también se ocuparon de la producción en compañía de Luis Fernández Soria, que también actuó como técnico de grabación en los estudios Audiofilm. Los teclados y guitarras corrieron a cargo de Nacho Cano, así como la programación, llevada a cabo en los Estudios Fairlight por el técnico Juan Miguel Sánchez. En el tema Dame un chupito de amor, el que más éxito tuvo, Arturo Terriza fue el batería y Esteban Cabezos el bajo. El diseño gráfico de la portada fue hecho por el Studio Gatti y la fotografía es de Alejandro Cabrera. En el disco aparece el agradecimiento "a Chus por sus labores de Celestina".
El trabajo se publicó en tres formatos:
- Dame un chupito de amor 3:22 / Divina palabra 3:23 / Pepito, el grillo 5:42 (Maxisencillo)
- Dame un chupito de amor 3:22 / Divina palabra 3:23 / Pepito, el grillo 5:42 (Maxi-casete)
- Dame un chupito de amor 3:22 / Divina palabra 3:23 (Sencillo)
- También apareció un sencillo promocional que incluía sólo el tema Pepito, el grillo.

- Datos: Q6037127